# Zigera
Zigera is een geslacht van vlinders van de familie spinneruilen (Erebidae), uit de onderfamilie Calpinae.

## Soorten
- Z. absorbens Walker, 1864
- Z. almana Swinhoe, 1901
- Z. cremata Butler, 1878
- Z. diffusifascia Swinhoe, 1901
- Z. disticta Bethune-Baker, 1909
- Z. eupsema Swinhoe, 1902
- Z. jankowskii Oberthür, 1881
- Z. lichenosa Hampson, 1897
- Z. livida Hampson, 1902
- Z. orbifera Walker, 1862
- Z. pagana Swinhoe, 1901
- Z. stellata Wileman, 1916
- Z. tricuspida Hampson, 1926